# 岩下眞好
岩下 眞好（岩下 真好、いわした まさよし、1950年7月1日 - 2016年12月15日）は、ドイツ文学者、音楽評論家。
東京生まれ。慶應義塾大学文学部独文科卒。1979年慶大法学部講師、1984年助教授、教授。2016年定年、名誉教授。『レコード芸術』『音楽の友』『音楽芸術』などに多数寄稿している。
2016年12月15日、脳出血のため死去。

## 著書
- 『ウィーン国立歌劇場』音楽之友社 世界の歌劇場 1994
- 『マーラーその交響的宇宙』福井鉄也写真 音楽之友社 1995

共編
- 『200CD ウィーン・フィルの響き 名曲・名盤を聴く』佐々木直哉共編 立風書房 2000

### 翻訳
- F.ツォーベライ『ベートーヴェン』理想社 ロロロ伝記叢書 1983
- ハインリヒ・クルカ編『アドルフ・ロース』佐藤康則共訳 泰流社 1984
- フォルカー・シェルリース『アルバン・ベルク 生涯と作品』宮川尚理共訳 泰流社 叢書ムジカ・ゼピュロス 1985
- ヘルムート・キューン,ゲオルク・クヴァンダー共編『グスタフ・マーラー その人と芸術、そして時代』共訳 泰流社 1989
- アンドレア・ゼーボーム編『ウィーン・オペラ 栄光と伝統の350年』監訳 リブロポート 1990
- トーマス・ベルンハルト『ヴィトゲンシュタインの甥 最後の古き佳きウィーンびと』音楽之友社 1990
- トーマス・ベルンハルト『破滅者 グレン・グールドを見つめて』音楽之友社 1992
- ヴォルフガング・シュライバー『マーラー 大作曲家』音楽之友社 1993

## 論文
- 岩下真好